# Nicolás Iglesias Mills
 Nicolás Iglesias Mills (Montevideo) és un mestre, educador i escriptor uruguaià.
Va realitzar els seus estudis secundaris en l'Institut La Mennais, després la llicenciatura en educació inicial a la Universitat Catòlica de l'Uruguai i té un màster en educació, menció, política i gestió de la Universitat Austral de Xile. Treballà al Colegio Jesús María en el Plan CAIF (Centres d'Atenció a la Infància i a la Família) com a mestre en primera infància.
Va ser seleccionat com a voluntari en l'organització no governamental Amèrica Solidària en Haití durant el 2014 i 2015.
Ha viscut a Haití i Xile. Escriu per a diferents mitjans com Cristianisme i Jusitica i La Diaria.
 Al novembre de 2020 presenta a l'Església Metodista Central el llibre autobiogràfic  Ayiti: Diari d'un pelegrí al cor del continent.

## Publicacions
- 2020, Ayiti.